# Frontodendroidopsis gibbiceps
Frontodendroidopsis gibbiceps, especie de coleóptero de la familia Pyrochroidae.

## Distribución geográfica
Habita en China.